# 放射线 (交通)

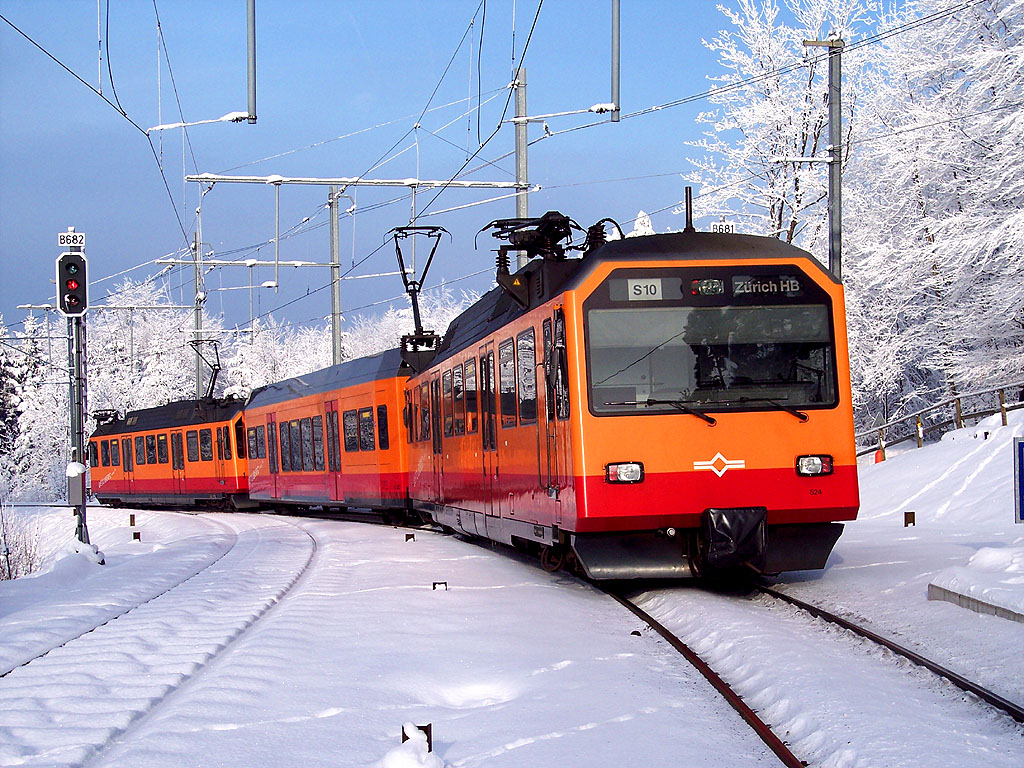
苏黎世S-Bahn线S10是苏黎世火车总站和于特利贝格火车站之间的放射线。

放射线（英語：radial route）是连接城镇中心（通常是中央商务区）与该城镇的郊区（或衛星城市）的公共交通路线。这种路线可以通过各种形式的公共交通工具来运行，包括通勤铁路、地鐵、有軌電車、無軌電車或公共汽車。
通常，出于运营原因，一对放射线会被合并为一个郊区与另一个郊区之间的一条穿城线。这种类型的穿城线有时称为直通线（through route）。公共交通运营者可能会将放射线合并为直通线，因为在城市或城镇中心结束路线具有某些缺点：
- 车辆在两次行程之间或转弯时可能会造成交通阻塞。
- 宝贵的土地往往会被枢纽设施占用。
- 车辆转弯或倒车浪费时间（也会降低车辆利用率并增加成本）。
- 想要穿越城市或市中心的乘客不得不转乘或步行一段路。

另一方面，在城市或市中心结束路线具有某些优势：
- 时间表不太可能因拥堵而打乱（因为可以在市中心安排恢复时间）。
- 可以在枢纽处提供路线之间的便捷换乘。
- 票价结构不那么复杂。

多数情况下，贯穿城镇中心的运营路线的优势大于劣势，但也需要考虑各种场合下的优劣，因地制宜。